# Timóstrato
Timóstrato (em latim: Timostratus; m. 527) foi um oficial militar bizantino ativo durante o reinado dos imperadores Anastácio I Dicoro (r. 491–518) e Justino I (r. 518–527). Como duque de Osroena esteve entre os oficiais bizantino que lutaram na Guerra Anastácia (502-506) contra o Império Sassânida. Continuou a servir no Oriente, sendo capturado em 523 pelo rei dos lacmidas Alamúndaro III (r. 505–554). No início da Guerra Ibérica (526–531), lançou ataques contra Nísibis.

## Biografia

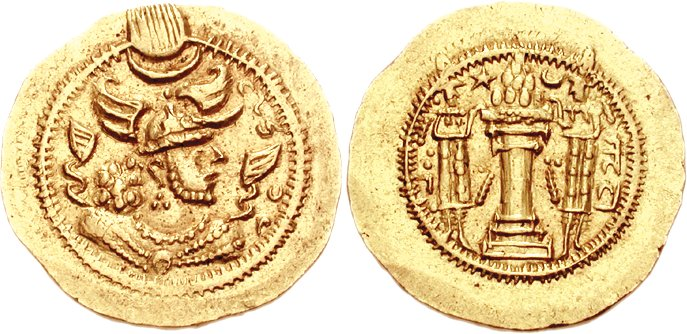
Dinar de r.

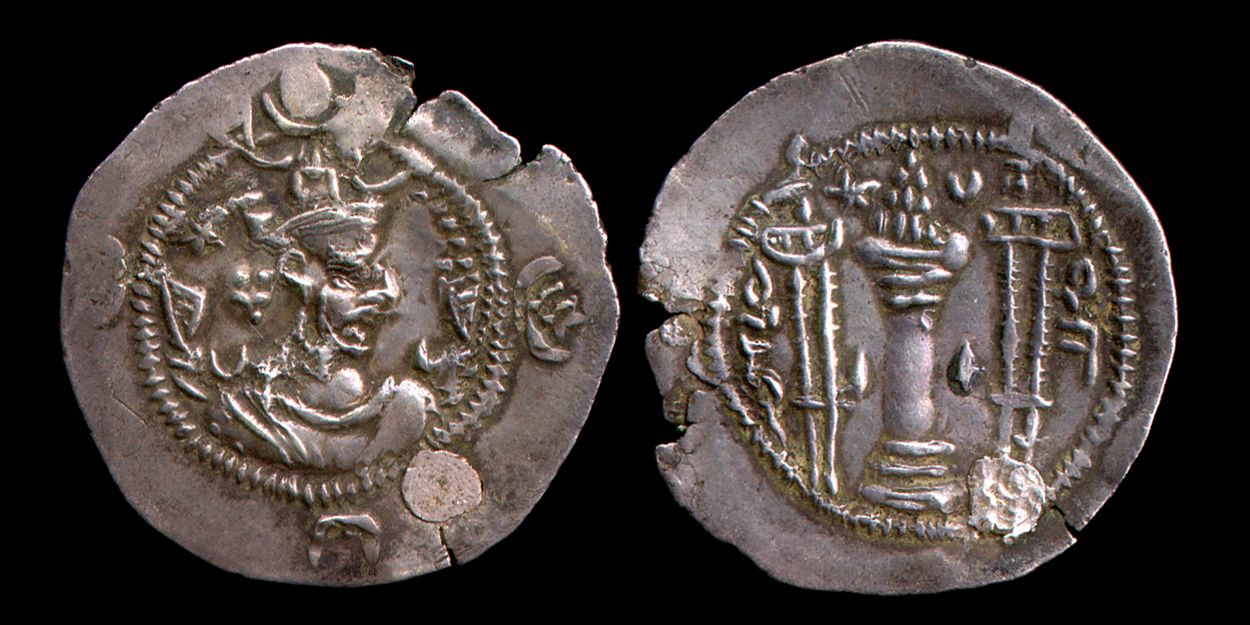
Dracma de (r. 488–496; 499–531)

Timóstrato foi filho de Silvano, um romano familiarizado com o xá sassânida Perozes I (r. 459–484), e irmão do oficial Rufino. Foi pai do também oficial João. Como duque de Osroena (503–506), foi um dos comandantes bizantinos envolvidos na Guerra Anastácia contra o Império Sassânida. No verão de 503, derrotou uma força de árabes aliados dos persas próximo ao rio Cabur e no final do mesmo ano, quando estava estacionado em Calínico, derrotou uma força persa que se aproximava e capturou seu comandante, porém foi forçado a libertá-lo quando o xá Cavades I ameaçou atacar a região com todos os exércitos persas.
Na primavera de 504, foi enviado com Flávio Céler de Resena com seis mil cavaleiros às montanhas acima de Singara onde capturou as ovelhas e cavalos do exército persa. Em seguida, retornou para Resena para encontrar-se com o exército principal e provavelmente partiu para Amida. Em 505, sob ordens de Céler, executou alguns aliados árabes do império que invadiram o território persa sem autorização. No outono de 506, esteve presente nas negociações com os persas em Dara e foi quem informou Farasmanes da traição dos emissários persas.
Timóstrato é novamente atestado em 513/8 como duque no Oriente quando Severo de Antioquia endereçou uma carta a ele sobre a responsabilidade dos ordenados levarem mais a sério o sacerdócio. Em 523, enquanto comandava tropas no Oriente, foi capturado, junto de João, por Alamúndaro III (r. 505–554) dos lacmidas; foram libertados mediante resgate no ano seguinte. Em 527, como duque da Mesopotâmia, realizou ataques infrutíferos contra Nísibis e Tebete, nas proximidades de Dara. Veio a falecer neste ano e foi substituído por Belisário.